# Henri Ramirez
Henri Ramirez é um letrólogo franco-brasileiro, atuante no campo da linguística e considerado um dos mais renomados pesquisadores das línguas indígenas sul-americanas. É um profesor da Universidade Federal de Rondônia - Campus de Guajará-Mirim.

## Publicações
Publicações selecionadas de Henri Ramirez:

### Livros
- Enciclopédia das línguas Arawak: acrescida de seis novas línguas e dois bancos de dados (2020)
- A Língua dos Hupd'äh do Alto Rio Negro: dicionário e guia de conversação (2006)
- As línguas indígenas do Alto Madeira: estatuto atual e bibliografia básica (2006)
- Dicionário da Língua Baniwa (2001)
- Línguas Arawak da Amazônia Setentrional: Comparação e Descrição (2001)
- A Fala Tukano dos Ye'pâ-Masa, 3 volumes (1997; revisado em 2019)
- Le Bahuana: une nouvelle langue de la famille arawak (1992)

### Artigos
- Koropó, puri, kamakã e outras línguas do Leste Brasileiro (Ramirez, Vegini & França 2015)
- O warázu do Guaporé (tupi-guarani): primeira descrição linguística (Ramirez, Vegini & França 2017)

### Dissertações
Dissertações em francês:
- Le Parler Yanomamɨ des Xamatauteri (1994)
- Une nouvelle langue de la famille Arawak (1992)
- Aspects de la morpho-syntaxe du Yanomamɨ (1991)